# I Am Not Your Negro

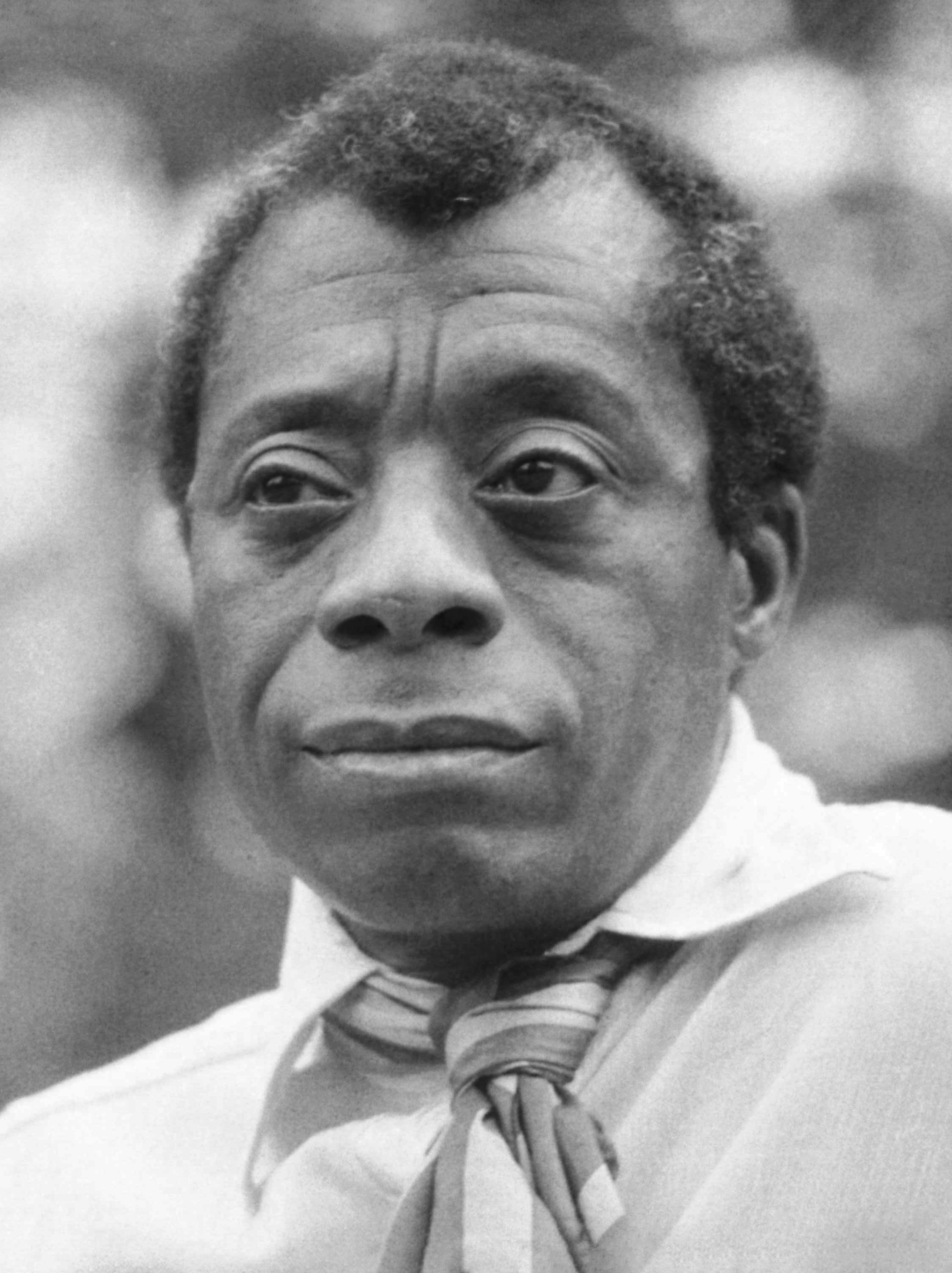
James Baldwin en Hyde Park, Londres 1969

I Am Not Your Negro (No soy tu negro) es una película documental filmada en 2016 por Raoul Peck basada en la obra inconclusa Remember this house de James Baldwin sobre el racismo en Estados Unidos.

## Sinopsis
El escritor James Baldwin realizó en 1979 un ensayo, Remember this house, sobre el racismo en Estados Unidos, hablando de su relación con Malcolm X, Martin Luther King, Medgar Evers, entre otros activistas, y el proceso por la lucha de los derechos de los afroestadounidenses.

## Producción
Raoul Peck tomó el documento inconcluso Remember this house que escribió, en 1979, James Baldwin y en voz de Samuel L. Jackson presenta una recuperación de fotografías y vídeos relacionadas con las notas y al contexto contemporáneo.